# Susia uberalis
Susia uberalis is een vlinder uit de familie snuitmotten (Pyralidae). De wetenschappelijke naam van deze soort is voor het eerst geldig gepubliceerd in 1884 door Swinhoe.
De soort komt voor in tropisch Afrika.